# Avricus castaneus
Avricus castaneus är en insektsart som först beskrevs av De Lotto 1958.  Avricus castaneus ingår i släktet Avricus och familjen skålsköldlöss.
Artens utbredningsområde är Kenya. Inga underarter finns listade i Catalogue of Life.